# Landtagswahl in Bayern 1928
- KPD: 5
- SPD: 34
- BB: 17
- BVP: 46
- DVP: 4
- DNVP: 13
- NSDAP: 9

Die vierte Wahl zum Bayerischen Landtag fand am 20. Mai 1928 statt. Das Kabinett Held II bildete vom 31. Juli 1928 bis 10. März 1933 die Landesregierung von Bayern. 

## Ergebnis
| Partei | Stimmenanteil | Sitze |
| --- | ------------- | ----- |
| Bayerische Volkspartei                                                                                                   | 31,57 %       | 46    |
| Sozialdemokratische Partei Deutschlands                                                                                  | 24,24 %       | 34    |
| Bayerischer Bauern- und Mittelstandsbund                                                                                 | 11,53 %       | 17    |
| DNVP (zuvor Bayerische Mittelpartei) / Deutsche Volkspartei der Pfalz                                                    | 9,26 %        | 13    |
| Nationalsozialistische Deutsche Arbeiterpartei                                                                           | 6,13 %        | 9     |
| Kommunistische Partei | 3,80 %        | 5     |
| Deutsche Volkspartei (DVP) in Bayern/Nationalliberale Partei                                                             | 3,31 %        | 4     |
| Deutsche demokratische Volkspartei, Deutsche demokratische Partei der Pfalz (DDP)                                        | 3,28 %        |       |
| Reichspartei des deutschen Mittelstandes                                                                                 | 3,19 %        |       |
| Christlicher Volksdienst                                                                                                 | 1,32 %        |       |
| Volksrecht-Partei (Reichspartei für Volksrecht und Aufwertung, Christlich-Soziale Reichspartei, Beamtengruppe Kratofiel) | 1,32 %        |       |
| Der völkische Block (Deutschvölkische Freiheitsbewegung)                                                                 | 0,24 %        |       |
| Volksblock der Inflationsgeschädigten (Allgemeine Volkspartei – Bayerischer Aufwertungsblock)                            | 0,17 %        |       |
| Bayernpartei gegen Berliner Zentralisation                                                                               | 0,17 %        |       |
| Deutsche Haus- und Grundbesitzerpartei                                                                                   | 0,13 %        |       |
| Fränkisches Landvolk | 0,12 %        |       |
| Aufwertungs- und Aufbaupartei, Freier Bund                                                                               | 0,11 %        |       |
| Alte Kommunistische Partei                                                                                               | 0,09 %        |       |
| Unabhängige Sozialdemokratische Partei Deutschlands                                                                      | 0,01 %        |       |

Die DNVP und die DVP, die bei den bisherigen Landtagswahlen gemeinsam angetreten waren (zuletzt 1924 als Vereinigte Nationale Rechte) traten – außerhalb der Pfalz – erstmals getrennt voneinander an.

## Folgen
Der Vorsitzende der BVP-Landtagsfraktion Heinrich Held wurde als Ministerpräsident wiedergewählt. Das Kabinett Held II bildete vom 31. Juli 1928 bis 10. März 1933 die Landesregierung von Bayern. 